# Handball-Regionalliga Nord
Die Handball-Regionalliga Nord war von 1969/70 bis 1980/81 die zweithöchste und ab 1981/82 bis zu ihrer Auflösung nach der Saison 2009/10 die dritthöchste Spielklasse im deutschen Handball-Ligensystem. Mit Beginn der Saison 2024/25 erlebt die Regionalliga Nord eine Wiedergründung als vierthöchste Spielklasse, die von den Handballverbänden Hamburg und Schleswig-Holstein organisiert wird.

## Geschichte
Die Handball-Regionalliga Nord war eine der fünf Regionalligen, die von 1970 bis 1981 einen Aufsteiger zur 1. Bundesliga und von 1982 bis 2010 einen Aufsteiger in die 2. Handball-Bundesliga ermittelte. Die Liga wurde vom Norddeutschen Handballverband (NHV) organisiert und setzte sich zuletzt aus den Landesverbänden Bremen, Niedersachsen und Sachsen-Anhalt zusammen.
Zur Saison 2010/11 wurde eine 3. Liga (Handball) eingeführt, welche die Handball-Regionalliga mit ihren fünf Staffeln ersetzte.
Vor Einführung der Regionalliga Nord wurden die Norddeutschen Meister über Endrundenturniere ermittelt, dabei konnte sich der Nordmeister für die Endrunde zur Deutschen Meisterschaft qualifizieren und von 1966/67 bis 1969/70 für die Handball Bundesliga. Mit Einführung der zweitklassigen Regionalliga war dann ebenfalls die Teilnahmeberechtigung für die Bundesliga möglich.
Ab der Saison 2024/25 gibt es wieder eine Handball-Regionalliga Nord, die von den Handballverbänden Hamburg und Schleswig-Holstein organisiert wird. Die Oberliga HH / SH, welche die höchste Liga des Verbundes war, wird von der Regionalliga Nord abgelöst und als vierthöchste Liga im deutschen Handball-Ligensystem geführt werden.
Mit Beginn der Saison 2024/25 wird die Oberliga Hamburg/Schleswig-Holstein (HH / SH) von der Handball-Regionalliga Nord abgelöst. Auch die RL-Nord wird von den Landesverbänden (HH / SH) organisiert. Die RL-N der Männer soll mit 14 Mannschaften und die der Frauen mit 12 Mannschaften gebildet werden. Bei den Männern steigt der Meister direkt in die 3. Liga auf, während bei den Frauen sich der Meister erst über eine Aufstiegsrelegation zur 3. Liga (Frauen) qualifizieren kann. Die bisher untergeordneten HH/SH-Ligen sollen ebenfalls ab 2024/25 in Oberliga umbenannt werden. Es steigen so viele Mannschaften ab (maximal vier, Frauen maximal drei), bis die Staffelstärke von 14 Teams incl. zwei Aufsteigern aus den Oberligen und möglichen Absteigern aus der 3. Liga erreicht ist.

## Meister

### Meister von 1970 bis 1981 (zweitklassig)
| Saison  | RL – Nord           |
| ------- | ------------------- |
| 1969/70 | Polizei SV Hannover |
| 1970/71 | Flensburger TB      |
| 1971/72 | TV Grambke Bremen   |
| 1972/73 | Polizei SV Hannover |
| 1973/74 | THW Kiel            |
| 1974/75 | TSV Altenholz       |
| 1975/76 | TV Grambke Bremen   |

| Saison  | RL – Nord                             |
| ------- | ------------------------------------- |
| 1976/77 | Polizei SV Hannover                   |
| 1977/78 | MTV Herzhorn (TV Grambke Bremen)      |
| 1978/79 | TSB Flensburg                         |
| 1979/80 | HSG Hannover                          |
| 1980/81 | SG Weiche-Handewitt                   |
| 1981/82 | Einführung der 2. Handball-Bundesliga |

 Meister MTV Herzhorn verzichtete auf den Aufstieg, so konnte TV Grambke Bremen als Vizemeister nachrücken. * Nichtaufsteiger kursiv gedruckt

### Meister von 1981/82 bis 2009/10 (drittklassig)
| Saison  | RL – Nord                  |
| ------- | -------------------------- |
| 1981/82 | TSV Altenholz              |
| 1982/83 | VfL Hameln                 |
| 1983/84 | SG Varel/Altjührden        |
| 1984/85 | MTV Herzhorn               |
| 1985/86 | VfL Bad Schwartau          |
| 1986/87 | MTV/PSV Braunschweig       |
| 1987/88 | VfL Bad Schwartau          |
| 1988/89 | 1. SC Göttingen 05         |
| 1989/90 | Bramstedter TS             |
| 1990/91 | 1. SC Göttingen 05         |
| 1991/92 | SG Flensburg-Handewitt II. |
| 1992/93 | HSG Nordhorn               |
| 1993/94 | PSV Wilhelmshaven          |
| 1994/95 | TV Jahn Duderstadt         |
| 1995/96 | TV Grambke Bremen          |

| Saison    | RL – Nord               |
| --------- | ----------------------- |
| 1996/97   | FSV 1895 Magdeburg      |
| 1997/98   | Eintracht Hildesheim    |
| 1998/99   | SG VTB/Altjührden       |
| 1999/2000 | Wilhelmshavener HV      |
| 2000/01   | TuS Spenge              |
| 2001/02   | HSG Augustdorf/Hövelhof |
| 2002/03   | SG Achim/Baden          |
| 2003/04   | OHV Aurich              |
| 2004/05   | TSV Hannover-Burgdorf   |
| 2005/06   | SG Achim/Baden          |
| 2006/07   | TSV Hannover-Anderten   |
| 2007/08   | TSV Bremervörde         |
| 2008/09   | VfL Edewecht            |
| 2009/10   | HC Aschersleben         |

### Meister ab 2024/25 (viertklassig)
| Saison  | RL – Nord          |
| ------- | ------------------ |
| 2024/25 | HG Hamburg-Barmbek |
| 2025/26 |                    |

Aufsteiger in die 3. Liga fett gedruckt